# Миллеског, Ноэль
Эрик Ноэль Патрик Миллеског (швед. Eric Noel Patrik Milleskog; род. 8 мая 2002) — шведский футболист, полузащитник клуба «Эребру».

## Клубная карьера
Начинал заниматься футболом в клубе «Эстра Альмбю». В 2010 году перешёл в «Эребру», где начал выступать за детские и юношеские команды. В 2016 году сезон провёл в юношеской команде «Стурехов», после чего вернулся обратно в «Эребру». В феврале 2019 года подписал молодёжный контракт с клубом и стал тренироваться с основной командой. 25 октября впервые попал в заявку команды на матч чемпионата Швеции против «Хельсингборга», но на поле не появился. В декабре Миллеског подписал с клубом профессиональный контракт, рассчитанный на три года. 18 апреля 2021 года во втором турне нового сезона дебютировал в чемпионате Швеции в игре с «Эстерсундом», появившись на поле на 84-й минуте вместо Дениза Хюммета.

## Карьера в сборной
Выступал за юношескую сборную Швеции. В её составе дебютировал 17 апреля 2018 года в товарищеской встрече с Бельгией. Миллеског вышел на поле на 60-й минуте, заменив Паулоса Абрахама.

## Клубная статистика
| Выступление      | Выступление      | Выступление      | Лига | Лига | Кубки | Кубки | Конт. кубки | Конт. кубки | Другое | Другое | Итого | Итого |
| Клуб             | Лига             | Сезон            | Игры | Голы | Игры  | Голы  | Игры        | Голы        | Игры   | Голы   | Игры  | Голы  |
| ---------------- | ---------------- | ---------------- | ---- | ---- | ----- | ----- | ----------- | ----------- | ------ | ------ | ----- | ----- |
| Эребру           | Аллсвенскан      | 2021             | 2    | 0    | 0     | 0     | 0           | 0           | 0      | 0      | 2     | 0     |
| Эребру           | Итого            | Итого            | 2    | 0    | 0     | 0     | 0           | 0           | 0      | 0      | 2     | 0     |
| Всего за карьеру | Всего за карьеру | Всего за карьеру | 2    | 0    | 0     | 0     | 0           | 0           | 0      | 0      | 2     | 0     |